# Malus leiocalyca
Malus leiocalyca är en rosväxtart som beskrevs av S.Z. Huang. Malus leiocalyca ingår i släktet aplar, och familjen rosväxter. Inga underarter finns listade i Catalogue of Life.